# Куновец Брег
Куновец Брег је насељено место у саставу Града Копривнице у Копривничко-крижевачкој жупанији, Република Хрватска.

## Историја
До територијалне реорганизације у Хрватској налазио се у саставу старе општине Копривница.

## Становништво
На попису становништва 2011. године, Куновец Брег је имао 641 становника.

## Попис1991.
На попису становништва 1991. године, насељено место Куновец Брег је имало 637 становника, следећег националног састава:
| Попис 1991.‍  | Попис 1991.‍  | Попис 1991.‍ | Попис 1991.‍ | Попис 1991.‍ |
| ------------ | ------------ | ----------- | ----------- | ----------- |
|              |              |             |             |             |
| Хрвати       | Хрвати       |             | 609         | 95,60%      |
| Роми         | Роми         |             | 7           | 1,09%       |
| Словенци     | Словенци     |             | 4           | 0,62%       |
| Мађари       | Мађари       |             | 2           | 0,31%       |
| Срби         | Срби         |             | 1           | 0,15%       |
| регион. опр. | регион. опр. |             | 1           | 0,15%       |
| непознато    | непознато    |             | 13          | 2,04%       |
| укупно: 637  |              |             |             |             |